# Габрно
Габрно (словен. Gabrno) — поселення в общині Лашко, Савинський регіон, Словенія. Висота над рівнем моря: 469,2 м. 